# Elkem
Elkem ist ein norwegischer Industriekonzern mit Hauptsitz in Oslo, der auf die Produktion von Silikonen, Siliziumverbindungen, Legierungen für die Produktion von Gusseisen und Kohlenstoffverbindungen spezialisiert ist. Hauptaktionär ist mit rund 53 % der Aktien die China National Bluestar Group Co. Ltd. (Bluestar), welche die Firma 2011 für 2 Milliarden US-Dollar von Orkla kaufte.
Die Firma beliefert die Bau-, Transport-, Maschinenbau-, Verpackungs-, Aluminium-, Chemie- und Elektronikindustrie. Elkem hat 13 Werke in Europa, Nordamerika, Südamerika und Asien.

## Geschichte
Elkem wurde 1904 durch Sam Eyde gegründet, mit der Absicht Öfen und Prozesse für Elektrometalle zu entwickeln. 1917 wurde eine Ferrolegierungsanlage gekauft und Elkem begann mit der Produktion der Söderberg-Elektrode.
Während der 1960er-Jahre und danach vergrößerte sich Elkem, vor allem in Norwegen, durch Aluminium, Bergbau und Fertigprodukte. 1972 wurde Elkem mit der Firma Christiania Spigerverk zusammengelegt und expandierte international mit Ferrolegierungen und Stahl. Von 1981 bis 1984 hat Elkem Union Carbides Anlagen in Norwegen und Nordamerika gekauft und 1986 die Anlagen in Thamshavn und Bjølvefossen. Nach 2000 erwarb Elkem Icelandic Alloy, Remi Claeys Aluminium und Sapa.
Zwischen 2002 und 2005 fand ein Akquisitionskampf zwischen dem amerikanischen Aluminium Unternehmen Alcoa und Orkla statt. Auf dem Höhepunkt besaß Alcoa 40 % von Elkem, aber Orkla schaffte es, die Mehrheit der Aktien aufzukaufen. 2005 übernahm Orkla alle Elkem-Aktien, so dass Elkem Teil der Orkla-Gruppe wurde.
Im Januar 2011 unterzeichnete Orkla einen Vertrag mit China National Bluestar (Group), die mehrheitlich zur China National Chemical Corporation (ChemChina) gehört, um Elkem inklusive Elkem Silicon Materials, Elkem Foundry Products, Elkem Carbon und Elkem Solar zu verkaufen.
2014 wurde bekannt, dass Elkem Bluestar REC Solar, das Solargeschäft der Renewable Energy Corporation, übernehmen wird. REC Solar produzierte 954 MW Solarmodule im Jahr 2014 und beschäftigte 1600 seiner 1700 Mitarbeiter in einer Solarfabrik im Industriegebiet Tuas, Singapur. Die Übernahme wurde im Mai 2015 abgeschlossen.
Am 22. März 2018 wurde Elkem erneut an der Osloer Börse notiert. Die China National Bluestar Group verblieb Hauptaktionär, vor dem Folketrygdfond (4,1 %) und diversen kleineren Aktionären.

## Geschäftsaktivitäten

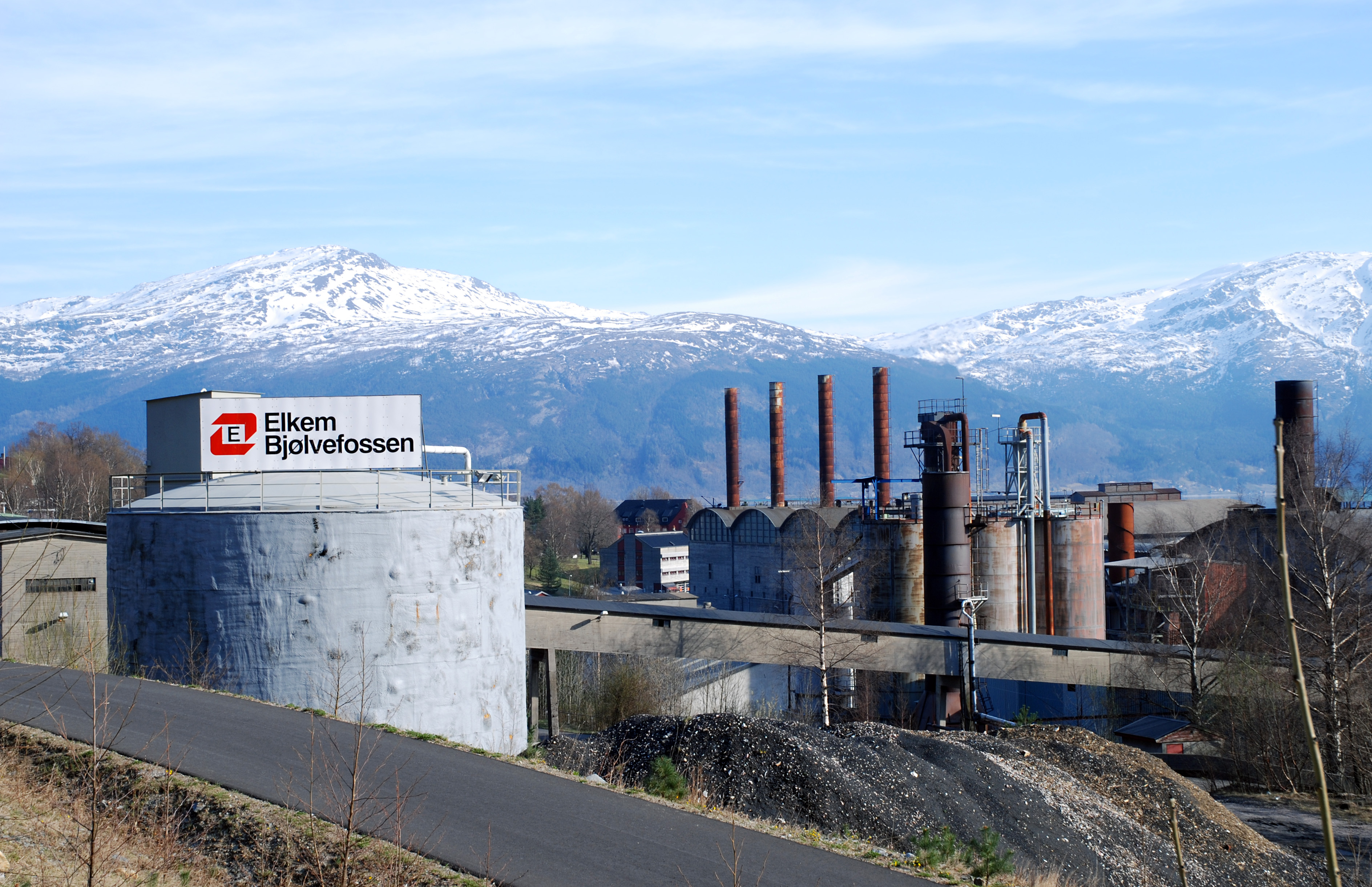
Elkem Bjølvefossen in Ålvik

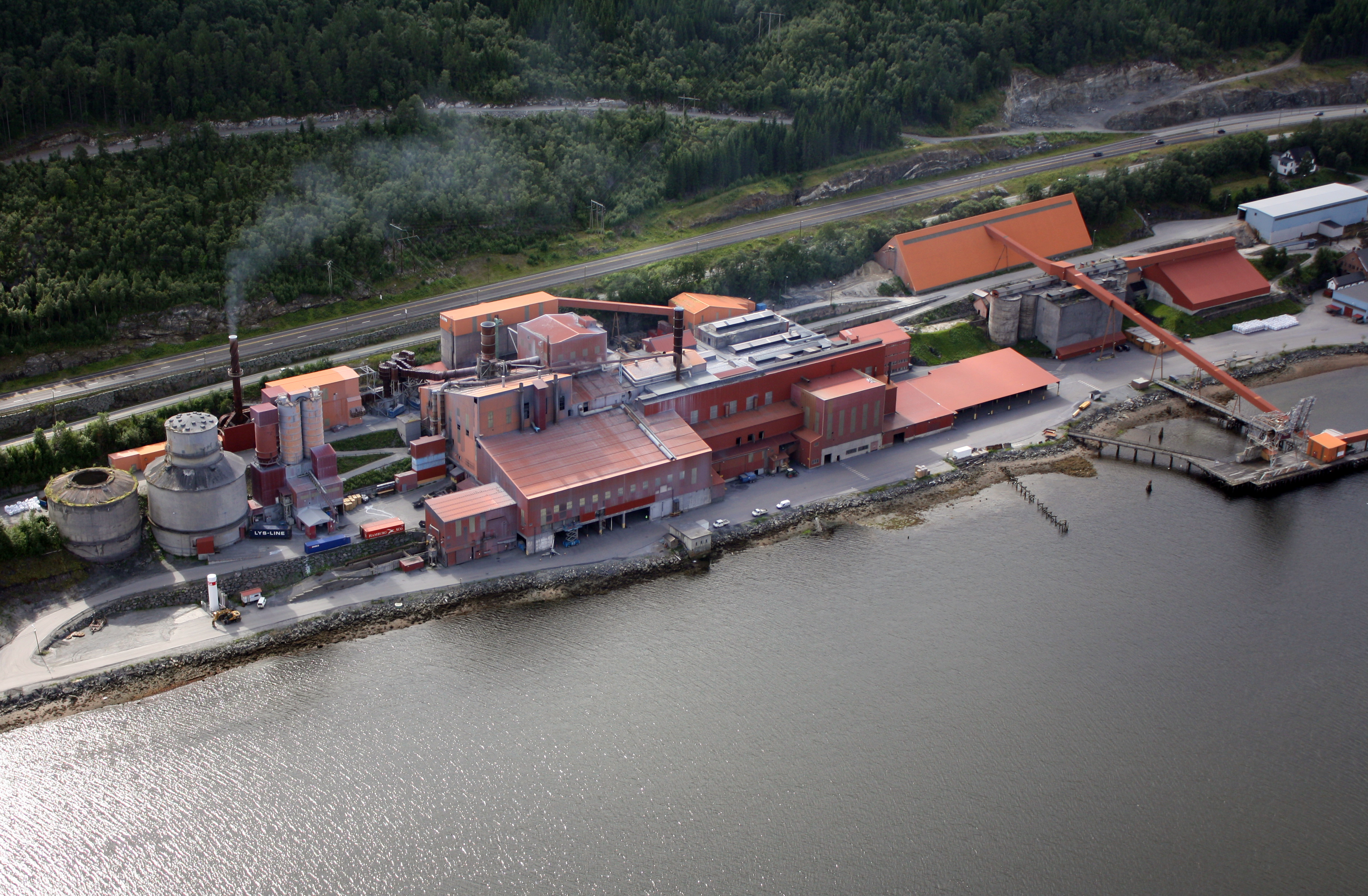
Elkem in Thamshavn

### Kohlenstoff-Produkte
Elkem Carbon ist weltweit der größten Hersteller von elektrisch kalziniertem Anthrazit und Graphitelektroden, welche zur Produktion von Elektrostahl, Aluminium, Silizium und anderen unedlen Metallen gebraucht werden. Die Produktionsanlagen sind in Kristiansand (Norwegen), Shizuishan (China), Witbank (Südafrika) und Vitória (Brasilien). Derzeit wird ein weiteres Werk bei Bintulu (Sarawak, Malaysia) errichtet.

### Gießerei-Produkte
Die Produktion von Ferrosilicium und Gießereilegierungen findet in fünf Anlagen statt: in Bjølvefossen (Norwegen), Bremanger (Norwegen), Chicoutimi (Quebec, Kanada), Grundartangi (Island) und Shizuishan (China).
Ferrosilicium-Legierungen werden vorwiegend in der Stahlproduktion eingesetzt.
Ferrosilicium-basierte Vor- und Impflegierungen verbessern die Eigenschaften von Gusseisen und werden z. B. in Windgeneratoren, Eisenbahnen, Autos und vielen anderen Maschinen eingesetzt.

### Silizium
Elkem Silicon Materials ist einer der weltweit führenden Lieferanten von Silicium und Mikrosilica. Elkem betreibt vier Siliziumwerke in Norwegen (Bremanger, Sørfold (Salten), Rana und Thamshavn) sowie ein Werk in China (Yongdeng).
Silizium verbessert die Eigenschaften von Aluminium. Außerdem wird es in Halbleitern und Silikonen eingesetzt. Mikrosilica ist ein extrem feinkörniger Siliziumdioxid-Staub, welcher als Zusatzstoff in Beton, als Auskleidung in Bohrlöchern, als Alternative für Asbest, in Feuerfestmaterialien, in Düngemitteln und in Kunststoffen benutzt wird.

### Solar

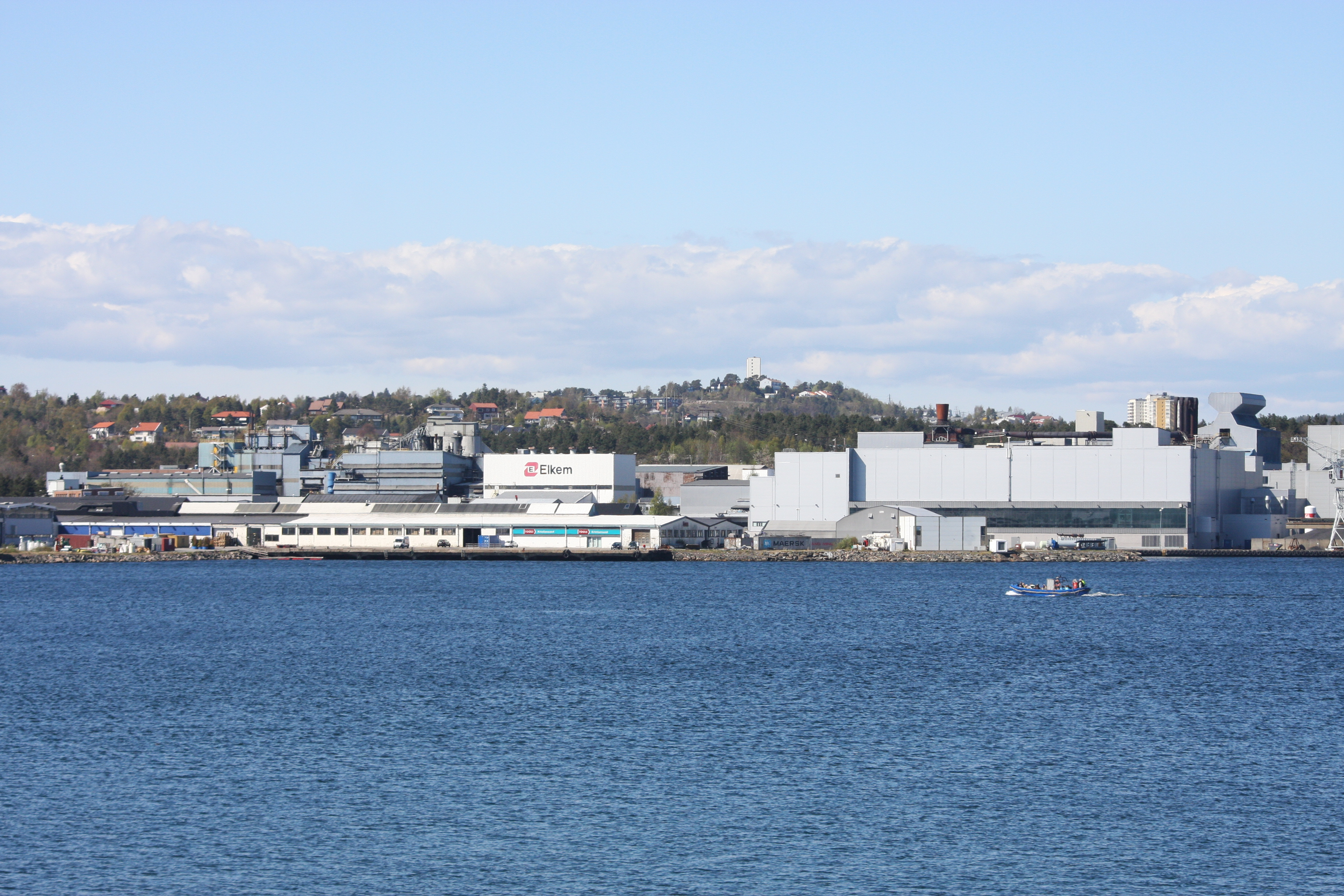
Elkem Solar in Kristiansand

Elkem Solar liefert hochreines Silizium an die Solarindustrie. Das Unternehmen gehört zu gleichen Teilen Elkem und der Guangyu International Investment Company und firmiert unter dem Namen REC Solar (Norway).